# Pleonotoma exserta
Pleonotoma exserta là một loài thực vật có hoa trong họ Chùm ớt. Loài này được A.H.Gentry miêu tả khoa học đầu tiên năm 1978.